# 熊野神社 (新上五島町)
熊野神社（くまのじんじゃ）は、長崎県新上五島町阿瀬津（あぜつ）郷に鎮座する神社である。

## 祭神
速玉男尊 、伊邪那岐尊、事解男尊を主祭神に祀る。

## 歴史
創建年代、及び縁起等は不詳。明治7年（1874年）5月5日、無格社に列せられる。

当社鎮座の山全体を神域とし、一の鳥居から参道を上がって行くと、順に役行者社、当社、恵比須神社、金刀比羅神社が鎮座する。

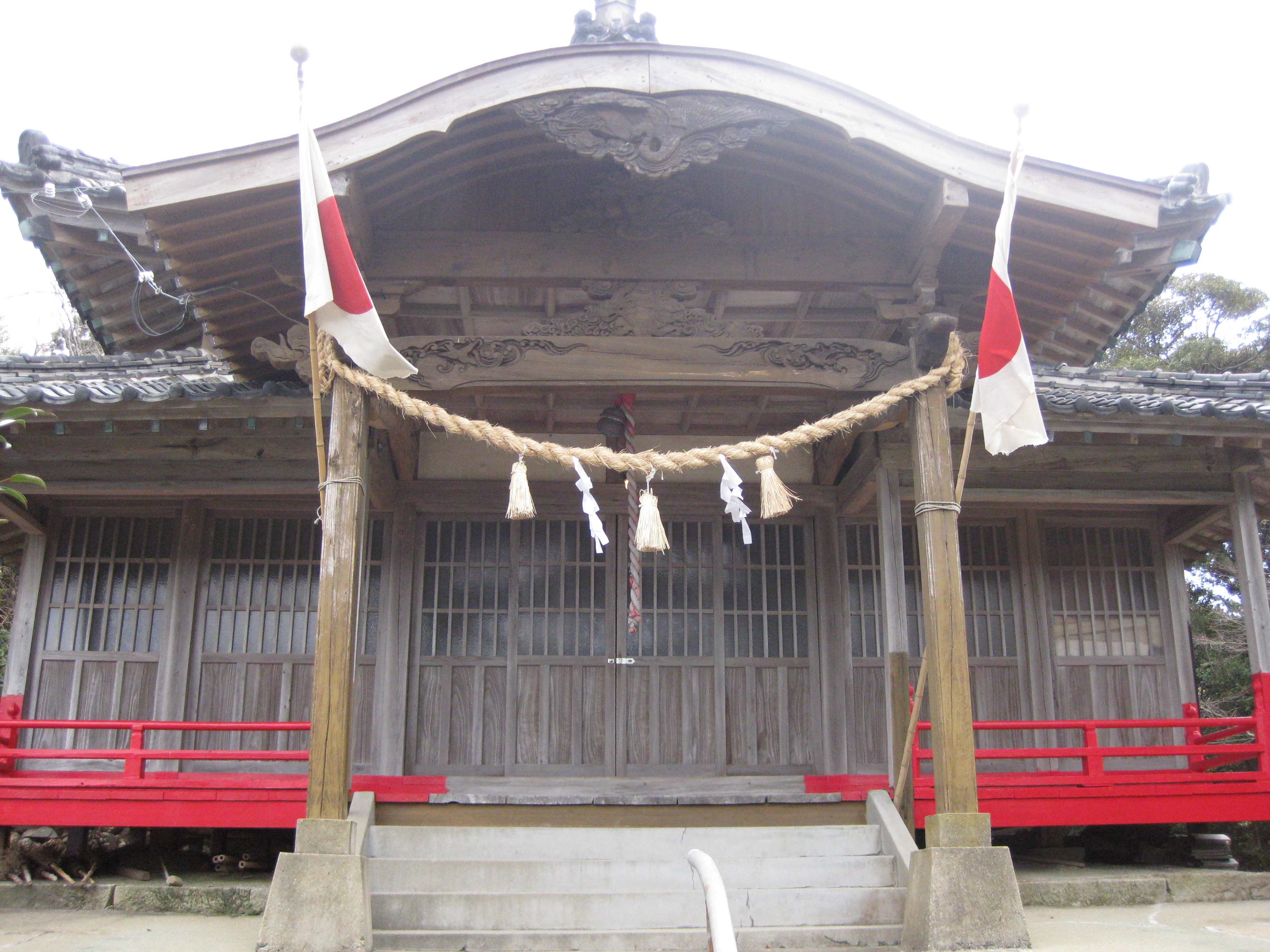
社殿

## 祭祀
祖父君神社の神主が受け持っている関係から、旧9月9、10日の例祭には上五島神楽が奉納される。上五島神楽は国の選択無形民俗文化財にも選択された五島神楽に含まれ、長崎県指定無形民俗文化財に単独で指定された。
主な祭礼・神事
- 初祈祷（1月10日）
- 例大祭（旧9月9、10日）

## 境内社

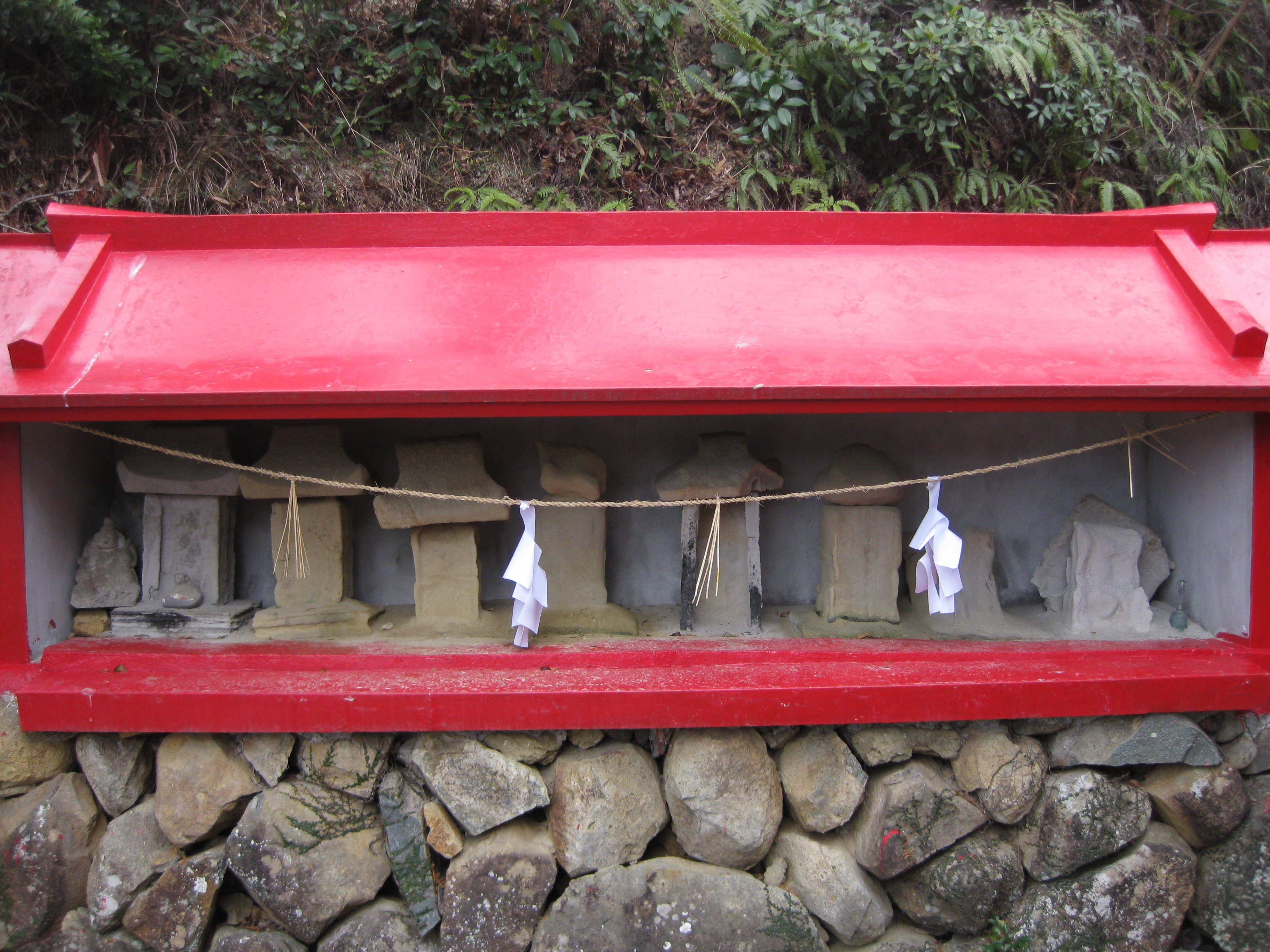
境内社

- 水神社・2座
- 大山神社・2座
- 塩釜神社・2座

## その他の神社
その他の阿瀬津郷の神社に奥浦神社がある。
また隣接する七目郷に潮目天満神社が、鯛ノ浦郷に鯛之浦神社がある

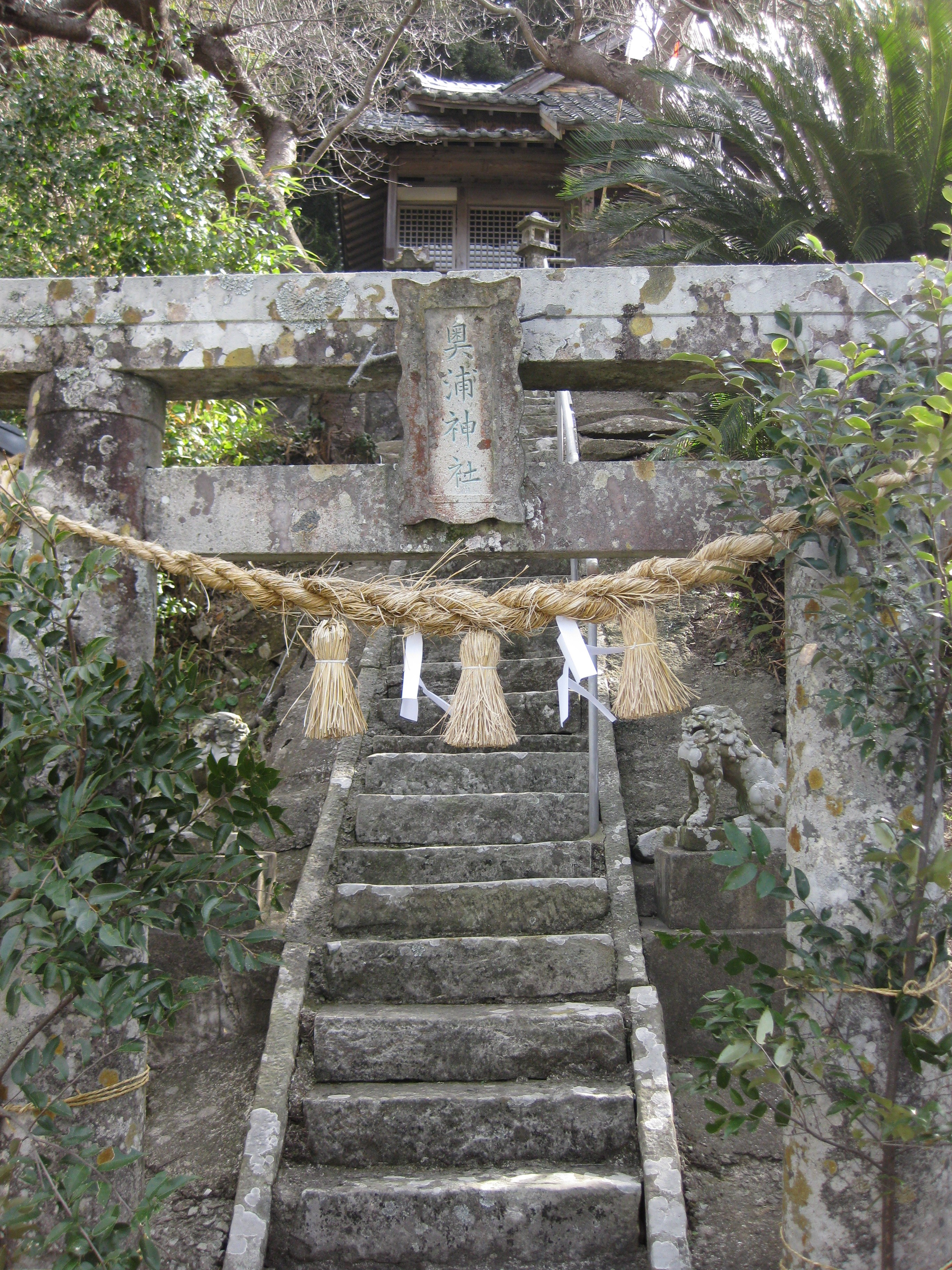
奥浦神社
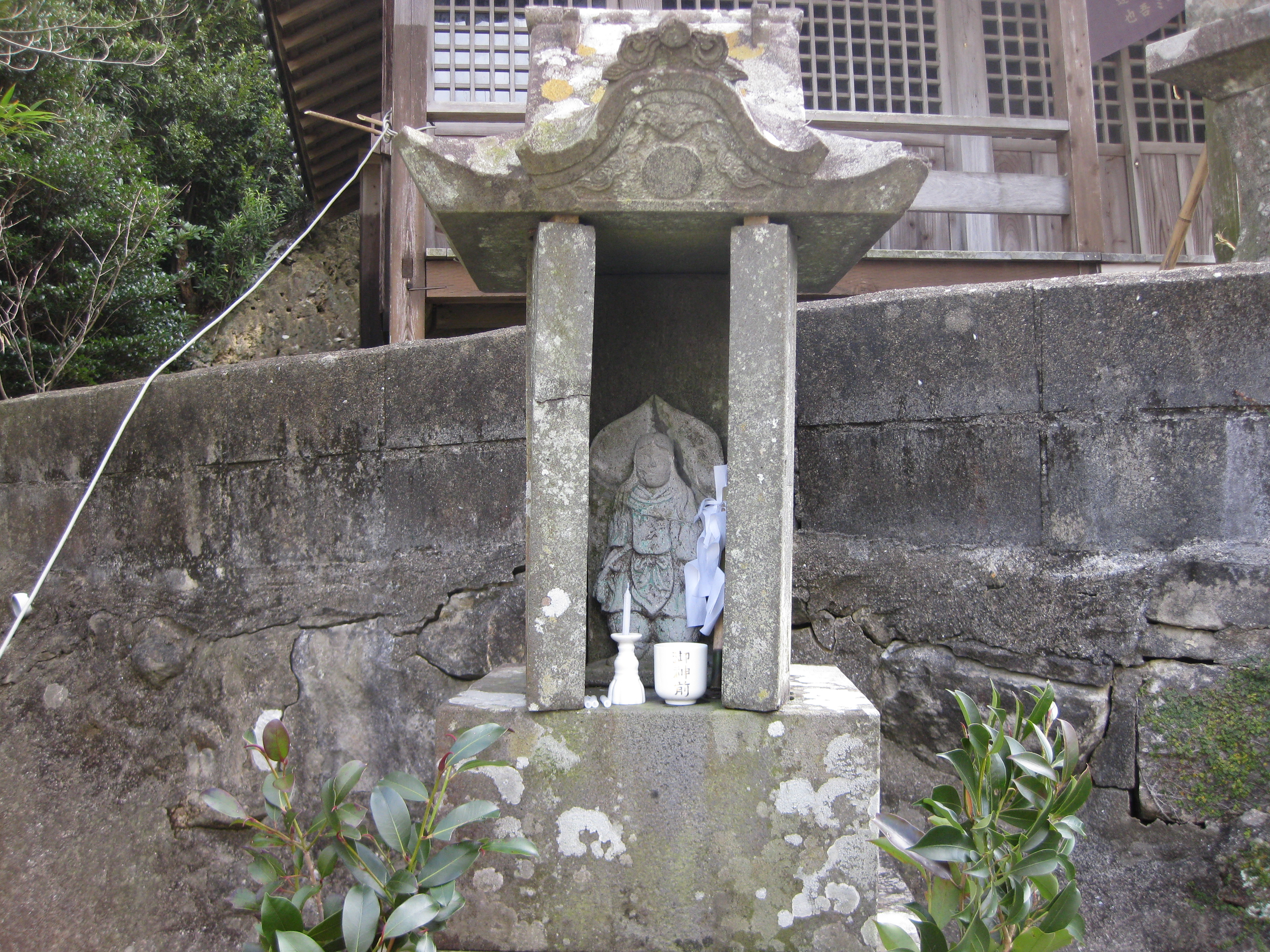
奥浦神社・境内社
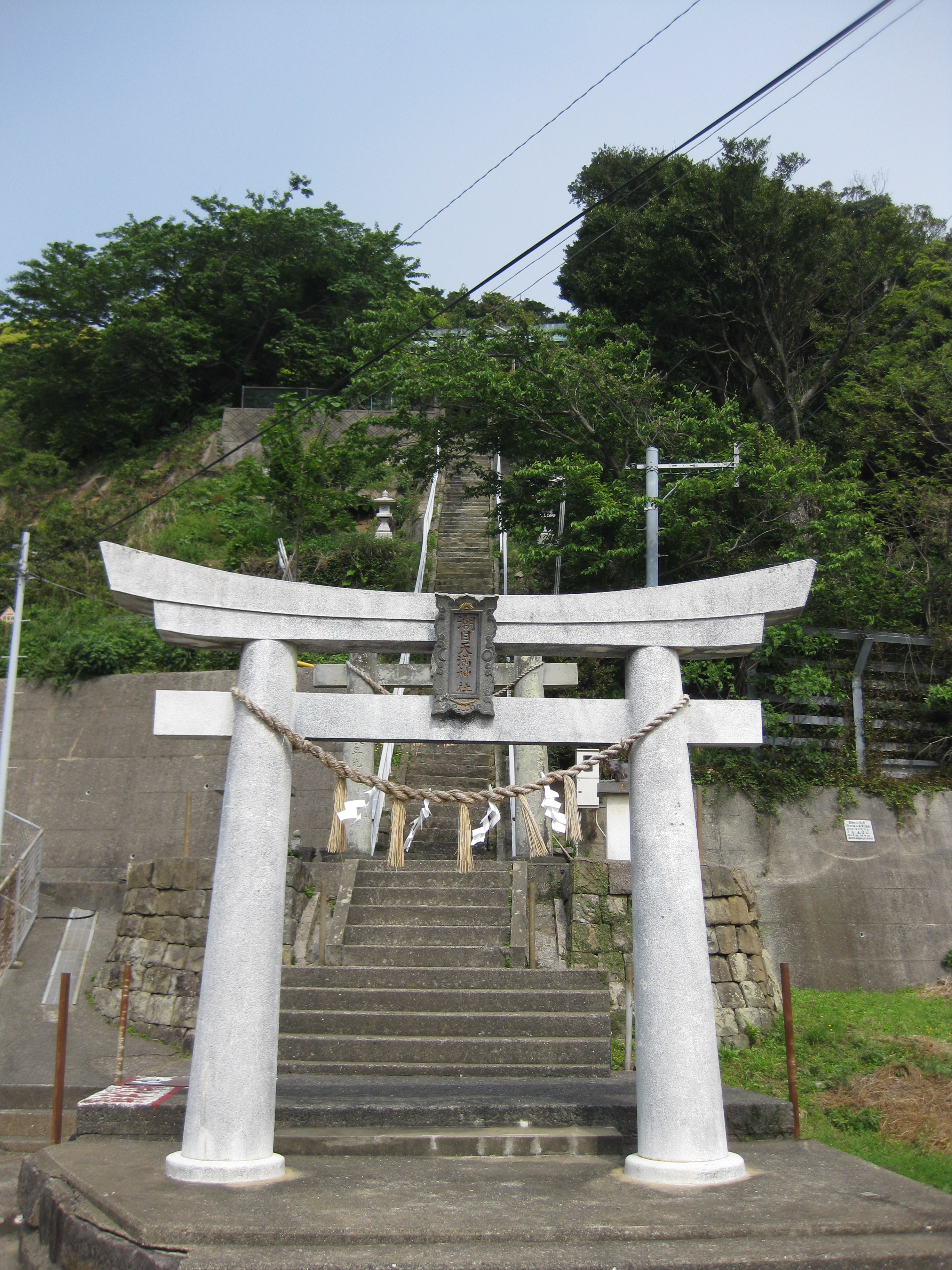
潮目天満神社